# 越南花群海葵
越南花群海葵（学名：Zoanthus viet-namensis）为群体海葵科花群海葵属的动物。分布于越南以及南海西沙群岛等。